# Петерсен, Вильгельм Эрастович
Вильгельм Эрастович Петерсен (нем. Wilhelm Konstantin Frommhold Petersen; 1854—1933) — русский и эстонский зоолог.

## Биография
Вильгельм Петерсен родился 31 мая (12 июня) 1854 года в эстонской волости Леаль (ныне Лихула) в семье балтийских немцев. В 1865—1872 годах учился в гимназии в Пернове (ныне Пярну). В 1873 году работал домашним учителем. В 1874 году поступил в Императорский Дерптский университет, где изучал зоологию. В 1875—1877 годах он совершил научную поездку в Южную Америку, после чего занимался обработкой полученных результатов исследований в Англии и Германии. В 1878 году вернулся в Дерпт и продолжил учёбу в университете, ездил в экспедицию в Лапландию. В 1880 году ездил в Туркмению и северную Персию. В 1881 году сдал магистерский экзамен. В следующем году ездил в командировку от Русского географического общества в Закавказье и Армению. В 1884—1890 годах преподавал естественную историю и географию в Петровском реальном училище в Ревеле (ныне Таллин). В 1890—1915 годах был директором этого училища. За это время совершил несколько поездок, был в Германии, Швейцарии, северной Италии и на Среднем Урале. С 1915 по 1917 год был директором ревельской Домской школы.
После 1917 года занимался научной работой на своей даче в Нымме близ Ревеля. В 1918 году он стал уездным школьным инспектором в Харьюмаа. В 1929 году получил почётную степень honoris causa от философского факультета Кёнигсбергского университета.
Состоял членом Русского энтомологического общества, Рижского общества естествоиспытателей, Эстонского научно-литературного общества, Берлинского энтомологического общества, а также Энтомологического общества в Гельсингфорсе. В 1910 году он был избран в Брюсселе членом постоянного бюро международных энтомологических конгрессов.
Вильгельм Петерсен скончался 3 февраля 1933 года в Таллине от паралича сердца.

## Сочинения
- Die Lepidopteren-Fauna des arktischen Gebiets von Europa und die Eiszeit, Mag. Diss., 1881
- Reisebriefe aus Transkaukasien und Armenien, 1884
- Fauna baltica, Band I: Rhopalocera, 1890
- Über indifferente Charaktere als Artmerkmale. Zur Frage der geschlechtlichen Zuchtwahl
- Eesti päevaliblikad. Systematische Bearbeitung der Tagfalter Estlands, 1927
- Lepidopteren-Fauna von Estland, 2 Bände, 1924
- Die Blattminierer-Gattungen Lithocolletis und Nepticula, 2 Bände, 1927—1929